# 산울림 칠 때마다
산울림 칠 때마다는 1969년 공개된 대한민국의 영화이다.

## 배역
- 신성일
- 문희
- 김성옥